# Блендер
Бле́ндер (англ. blender — «змішувач») — настільний електроприлад, призначений для подрібнення їжі, готування емульсій, пюре, збивання напоїв, мусів тощо, а також розколювання льоду.

## Загальний опис
Існують два варіанти блендера:
- Стаціонарний. Зазвичай являє собою розташований на стійкій підставці корпус, усередині якого вмонтований електродвигун (УКД) — привод блендера, на який згори надягається спеціальна вузька й висока чаша з кришкою, усередині якої розташований лопасний ніж.
- Високошвидкісний занурюваний міксер, оснащений замість віночків для збивання однією лопасною насадкою-ножем. Але сьогодні використовуються різноманітні насадки та чаші для подрібнення, що дають змогу не лише змішати рідкі продукти, але й подрібнити, нарізати овочі та зелень за лічені секунди. Швидко змінити насадки дозволяє спеціальний фіксатор на моторній частині, що робить цей прилад багатофункціональним.

Спеціальна насадка-блендер входить до складу пристосувань кухонних комбайнів.
Деякі компанії виробляють професійні блендери високого (premium) класу, призначені для оснащення барів. Такі моделі вирізняються особливим дизайном, використанням нержавіючої сталі або оксидованого алюмінію при виробництві, збільшеною потужністю та об'ємом чаші.

## Історія в Європі
У Європі швейцарець Траугот Ертлі розробив блендер на основі технічної конструкції та концепції стилю дизайну першого Waring Blendor (1937—1942), випустивши в 1943 році Turmix Standmixer. На основі блендера Traugott також розробив інший тип приладу для вичавлення соку з будь-яких соковитих фруктів чи овочів, соковижималку Turmix, яка також була доступна як окремий аксесуар для використання в блендері Turmix, соковижималці Turmix Junior. Turmix [de] рекламував переваги вживання натуральних соків, виготовлених із фруктів і овочів, у рецептах із використанням соків для реклами свого блендера та соковижималки. Після Другої світової війни інші компанії випустили більше блендерів у Європі; першим був популярний змішувач Starmix Standmixer (1948) від німецької компанії Electrostar, який мав численні аксесуари, такі як кавомолка, міксер для тортів, виробник морозива, кухонний комбайн, термобанка, центрифуга для молока, соковижималка та м'ясорубка; і Braun Multimix (1950) від Макса Брауна, який мав насадку зі скляною чашею для приготування хлібного тіста та центрифугу для соковижималки, подібну до тієї, що розроблена Turmix.

## Виробники
Блендери виробляють компанії Braun, BSH (під торговими марками Bosch, Siemens, Ufesa), SEB (під торговими марками Tefal, Moulinex) Royal Philips Electronics (під маркою Philips) Zelmer (під маркою Zelmer), DEX (під маркою DEX), ESGE AG (під маркою BAMIX, в Німеччині більш відома як ESGE Zauberstab) та багато інших.